# Geelbrauwarassari
De geelbrauwarassari (Aulacorhynchus huallagae) is een vogel uit de familie Ramphastidae (toekans). De vogel werd in 1933 door de Amerikaanse vogelkundige Melbourne Armstrong Carriker geldig beschreven. Het is een bedreigde, endemische vogelsoort in Peru.

## Kenmerken
De vogel is 37 tot  41 cm lang en overwegend groen van kleur.  Kenmerkend zijn de gele oogstreep en dito onderstaartdekveren. Verder is de vogel licht groenblauw gekleurd van onder. De snavel is blauwgrijs, aan de basis met een witte band en een gele streep horizontaal over de bovensnavel. Verder zit er een kastanjebruine vlek op de stuit en de staartpunt.

## Verspreiding en leefgebied
Deze soort is endemisch in Peru, in het oosten van de regio's San Martín en La Libertad. De leefgebieden liggen in de boomkronen van de nevelwouden op hoogten tussen 2000 en 2600 meter boven zeeniveau.

## Status
De geelbrauwarassari heeft een beperkt verspreidingsgebied en daardoor is de kans op uitsterven aanwezig. De grootte van de populatie werd in 2016 door BirdLife International geschat op 600 tot 1500 volwassen individuen en de populatie-aantallen nemen af door habitatverlies. Het leefgebied wordt aangetast door ontbossing, waarbij natuurlijk bos wordt omgezet in gebied voor agrarisch gebruik, zoals de teelt van coca en menselijke nederzettingen. Om deze redenen staat deze soort als gevoelig op de Rode Lijst van de IUCN.